# Финские сани

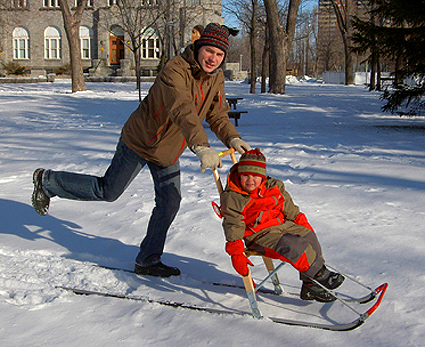
Финские сани, прогулка

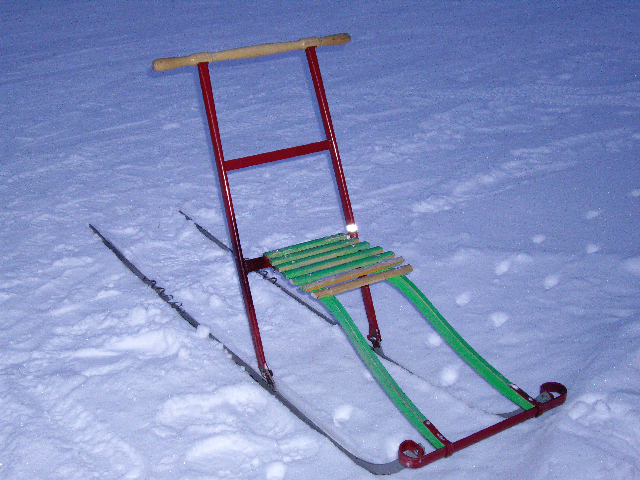
Финские сани норвежского производства

Финские сани (финки) — сани с длинными полозьями и рукоятками на спинке сидения. Их толкает человек, стоящий позади, за пассажирским сидением (или багажником). Толчок производится одной ногой, как на самокате, от поверхности льда или снежного наста. Другая нога в момент толчка находится на полозе санок.
Родиной финских санок была Швеция. Они распространились в Швеции настолько широко, что к 1880-м годам в Швеции даже зародился и активно развивался новый вид спорта: был создан первый в мире клуб финских саней. В 1891 году подобный клуб был основан в Финляндии, в городе Оулу. Основал его финский полковник Эдвард Фюруйельм — этот деятельный энтузиаст начал устраивать гонки среди солдат. Впоследствии финские сани получили распространение и на северо-западе России (вплоть до среднего Поволжья), в Эстонии.
«Прогулочный» вариант финских саней имеет длину полозьев 2 метра и более (вес 10 кг). В случае, если необходимо съехать на рыхлый снег, на стальные лезвия можно надеть пластиковые полозья, выполненные в виде привычных всем беговых лыж. Второй вид финских саней предназначен для любителей зимней рыбалки. Они тоже складные, но при этом отличаются меньшей длиной стальных полозьев (1,37 м) и облегченной массой (8,2 кг).
В некоторых сельских населённых пунктах России финские сани зимой и в наши дни используются в качестве транспортного средства.
В настоящее время основными производителями финских саней являются Финляндия, Швеция и Норвегия.
В посёлке Тумботино Нижегородской области проводится ежегодный «Праздник тумботинских финок».